# Armadillo de musell llarg de Yepes
L'armadillo de musell llarg de Yepes (Dasypus yepesi) és una espècie d'armadillo de la subfamília dels dasipodins. És endèmic de l'extrem septentrional de l'Argentina (províncies de Salta i Jujuy), on viu a altituds d'entre 450 i 1.800 msnm. Ocupa una gran varietat d'hàbitats, que abasten des de les zones xèriques fins als boscos montans humits. Es desconeix si hi ha cap amenaça significativa per a la supervivència d'aquesta espècie.
L'espècie fou anomenada en honor del zoòleg argentí José Yepes.